# Schiste vert
Un schiste vert est une roche métamorphique à débit schisteux et à grain fin, de couleur verte plus ou moins soutenue selon les minéraux présents.

## Origines

Diagramme des champs des différents faciès métamorphiques en fonction des conditions de température et de pression.

Les schistes verts stricto sensu ou prasinites (du grec prasinos, « vert ») sont des métabasites, c'est-à-dire des roches orthodérivées qui se rencontrent au sein des complexes ophiolitiques. Elles sont notamment issues du métamorphisme hydrothermal des métagabbros et pouvant se métamorphiser à son tour en schistes bleus lors de la subduction de la croûte océanique. Lors de ce métamorphisme, on passe d'un gabbro "de base" à un métagabbro à faciès amphibolite, puis à un métagabbro à faciès schiste vert.
Les réactions sont les suivantes :
- De gabbro à métagabbro à faciès amphibolite : plagioclase (anorthite) + pyroxène + H2O → plagioclase récent + amphibole hornblende + pyroxène (augite)
- De métagabbro faciès amphibolite à métagabbro faciès schiste vert : plagioclase + hornblende + eau {\displaystyle \rightarrow } actinote + chlorite.
Elles peuvent correspondre aussi à un épisode de rétromorphose des ophiolites initialement subductées. La présence de chlorite donne des lits de couleur vert bouteille, celle d'épidote des lits de teinte vert pistache[1].

Plus largement, les schistes verts comprennent des roches paradérivées qui relèvent du même faciès : ce sont les séricitoschistes et les chloritoschistes, roches à schistosité très fine, se débitant facilement en feuillets très minces, issues du métamorphisme faible de pélites plus ou moins carbonatées (marnes) et recristallisées.

## Classification
Les schistes verts sont subdivisés en plusieurs groupes définis en fonction du minéral vert dominant la roche. Ces groupes sont :

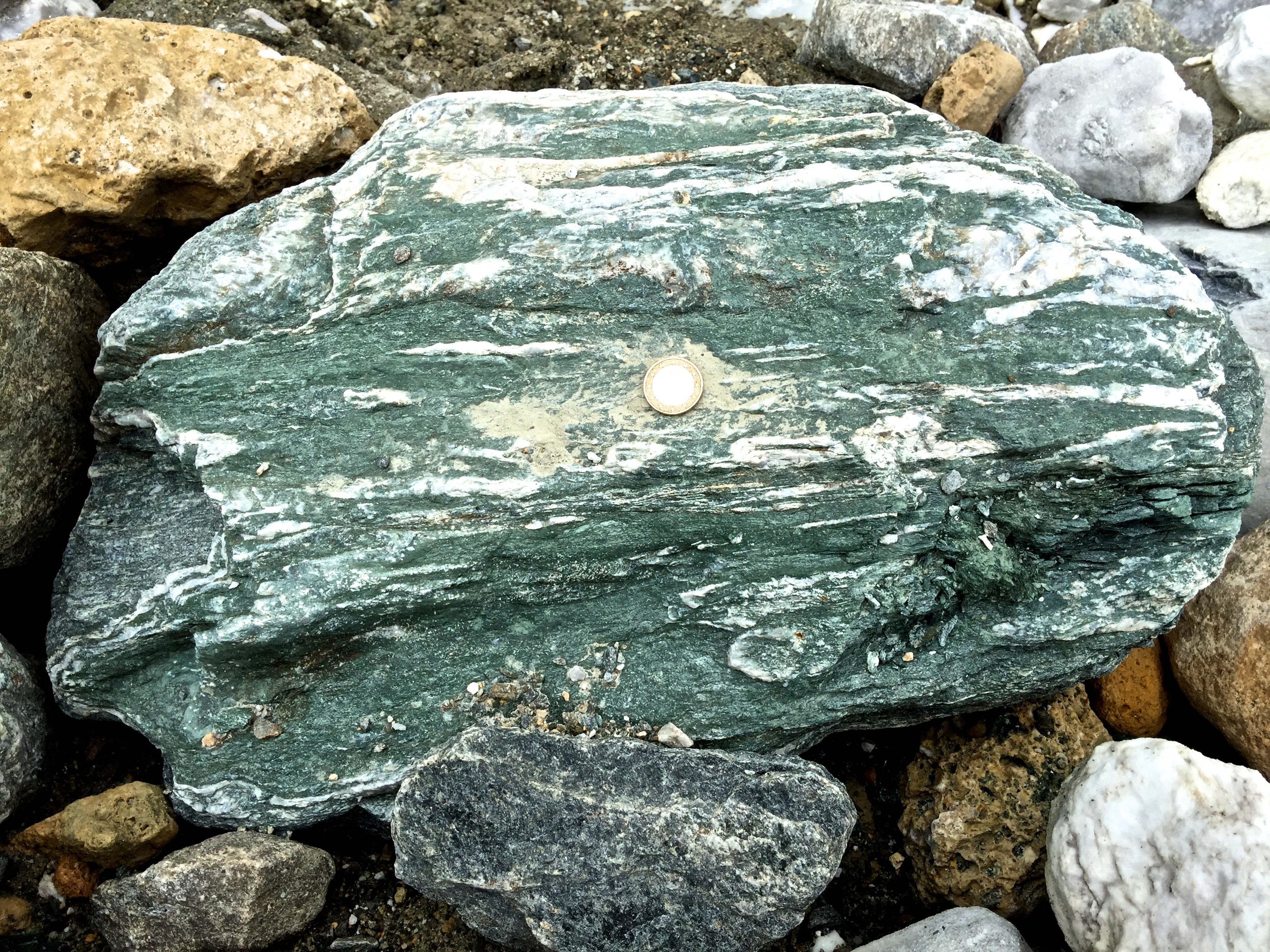
Prasinite veinée de quartz, gisement du Mont-Cenis

- Chloritoschiste : schiste vert ayant la chlorite comme composant dominant.
- Séricitoschiste : schiste vert à toucher doux, dont l'aspect satiné et la coloration argentée sont dus à l'abondance de la séricite.
- Prasinite : schiste vert à grains fins principalement composé d'actinote, d'albite, de chlorite et d'épidote. La répartition zonée de ces composants donne à la roche un aspect rubané et vaguement schisteux.
- Schiste à actinote : schiste à amphibole principalement composé d'actinote.
- Talcschiste : schiste vert tendre et fissile. Principalement constitué de talc, sa couleur est gris-blanc avec des taches vertes. Il présente comme minéraux accessoires la calcite, la dolomite, la magnésite, la magnétite et le quartz.